# La Rambla (ort)
La Rambla är en ort i Spanien.   Den ligger i provinsen Province of Córdoba och regionen Andalusien, i den södra delen av landet, 300 km söder om huvudstaden Madrid. La Rambla ligger 334 meter över havet och antalet invånare är 7 374.
Terrängen runt La Rambla är platt åt sydväst, men åt nordost är den kuperad. La Rambla ligger uppe på en höjd. Runt La Rambla är det ganska tätbefolkat, med 129 invånare per kvadratkilometer. Närmaste större samhälle är Montilla, 9,2 km öster om La Rambla. Trakten runt La Rambla består till största delen av jordbruksmark.